# Tritaxys milias
Tritaxys milias är en tvåvingeart som först beskrevs av Walker 1849.  Tritaxys milias ingår i släktet Tritaxys och familjen parasitflugor. Inga underarter finns listade i Catalogue of Life.